# Архангельск-Город
Арха́нгельск-Го́род — железнодорожная станция Архангельского региона Северной железной дороги, находящаяся в городе Архангельске. На станции расположен главный железнодорожный вокзал города.

## История
Станция открыта 25 января 1965 года после открытия Северодвинского моста через реку Северную Двину.

## Описание
На станции имеются две платформы: 1-я боковая используется для отправления и приёма поездов. 2-я островная используется эпизодически. Надземных и подземных переходов нет.
В 2007 году закончена реконструкция 1-й боковой платформы.
Электрификация на станции, как и большей части Северной железной дороги, отсутствует. Ведётся электрификация переменным током участка от Обозерской до Архангельска.
Рядом со железнодорожным вокзалом находится автовокзал. Внутри самого вокзала 2 этажа, вход разрешается только после прохождения досмотра через рентгеновские аппараты, залы ожидания находятся на обоих этажах, на втором этаже комнаты отдыха или хостел.
| Пригородное сообщение по станции | Пригородное сообщение по станции | Пригородное сообщение по станции | Пригородное сообщение по станции |
| № поезда                         | Маршрут                          | № поезда                         | Маршрут                          |
| -------------------------------- | -------------------------------- | -------------------------------- | -------------------------------- |
| —                                | —                                | Пригородный № 6508               | Обозерская — Архангельск         |
| Пригородный № 6523               | Архангельск — Обозерская         | Пригородный № 6524               | Обозерская — Архангельск         |
| Пригородный № 6536               | Архангельск — Соломбалка         | Пригородный № 6537               | Соломбалка — Архангельск         |
| Пригородный № 6538               | Архангельск — Соломбалка         | Пригородный № 6539               | Соломбалка — Архангельск         |
| Пригородный № 6560               | Архангельск — Сия                | Пригородный № 6561               | Сия — Архангельск                |
| Пригородный № 6563/6564          | Архангельск — Северодвинск       | Пригородный № 6565/6566          | Северодвинск — Архангельск       |
| Пригородный № 6567/6568          | Архангельск — Северодвинск       | Пригородный № 6569/6570          | Северодвинск — Архангельск       |
| Пригородный № 6762               | Архангельск — Карпогоры          | Пригородный № 6761               | Карпогоры — Архангельск          |
| Пригородный № 7153/7154          | Архангельск — Онега              | Пригородный № 7151/7152          | Онега — Архангельск              |

## Дальнее следование по станции
По состоянию на декабрь 2018 года по станции курсируют следующие поезда дальнего следования:
| Круглогодичное обращение поездов | Круглогодичное обращение поездов                           | Круглогодичное обращение поездов | Круглогодичное обращение поездов                           |
| № поезда                         | Маршрут                                                    | № поезда                         | Маршрут                                                    |
| -------------------------------- | ---------------------------------------------------------- | -------------------------------- | ---------------------------------------------------------- |
| 9                                | Архангельск — Санкт-Петербург                              | 10                               | Санкт-Петербург — Архангельск                              |
| 15                               | Архангельск — Москва                                       | 16                               | Москва — Архангельск                                       |
| 79                               | Архангельск — Адлер                                        | 80                               | Адлер — Архангельск                                        |
| 117 «Поморье»                    | Архангельск — Москва                                       | 118 «Поморье»                    | Москва — Архангельск                                       |
| 133                              | Архангельск — Минск                                        | 134                              | Минск — Архангельск                                        |
| 143                              | Архангельск — Мурманск (Вагоны беспересадочного сообщения) | 144                              | Мурманск — Архангельск (Вагоны беспересадочного сообщения) |
| 371                              | Архангельск — Котлас                                       | 372                              | Котлас — Архангельск                                       |
| 668                              | Архангельск — Карпогоры                                    | 667                              | Карпогоры — Архангельск                                    |

| Сезонное обращение поездов | Сезонное обращение поездов | Сезонное обращение поездов | Сезонное обращение поездов |
| № поезда                   | Маршрут                    | № поезда                   | Маршрут                    |
| -------------------------- | -------------------------- | -------------------------- | -------------------------- |
| 187                        | Архангельск — Новороссийск | 188                        | Новороссийск — Архангельск |
| 221                        | Архангельск — Анапа        | 222                        | Анапа — Архангельск        |
| 233                        | Архангельск — Москва       | 234                        | Москва — Архангельск       |
| 261                        | Архангельск — Адлер        | 262                        | Адлер — Архангельск        |
| 273                        | Архангельск — Коноша       | 274                        | Коноша — Архангельск       |
| 289                        | Архангельск — Москва       | 290                        | Москва — Архангельск       |

## Адрес вокзала
Россия, г. Архангельск, ул. 60-летия Октября, 2.

## Фотогалерея

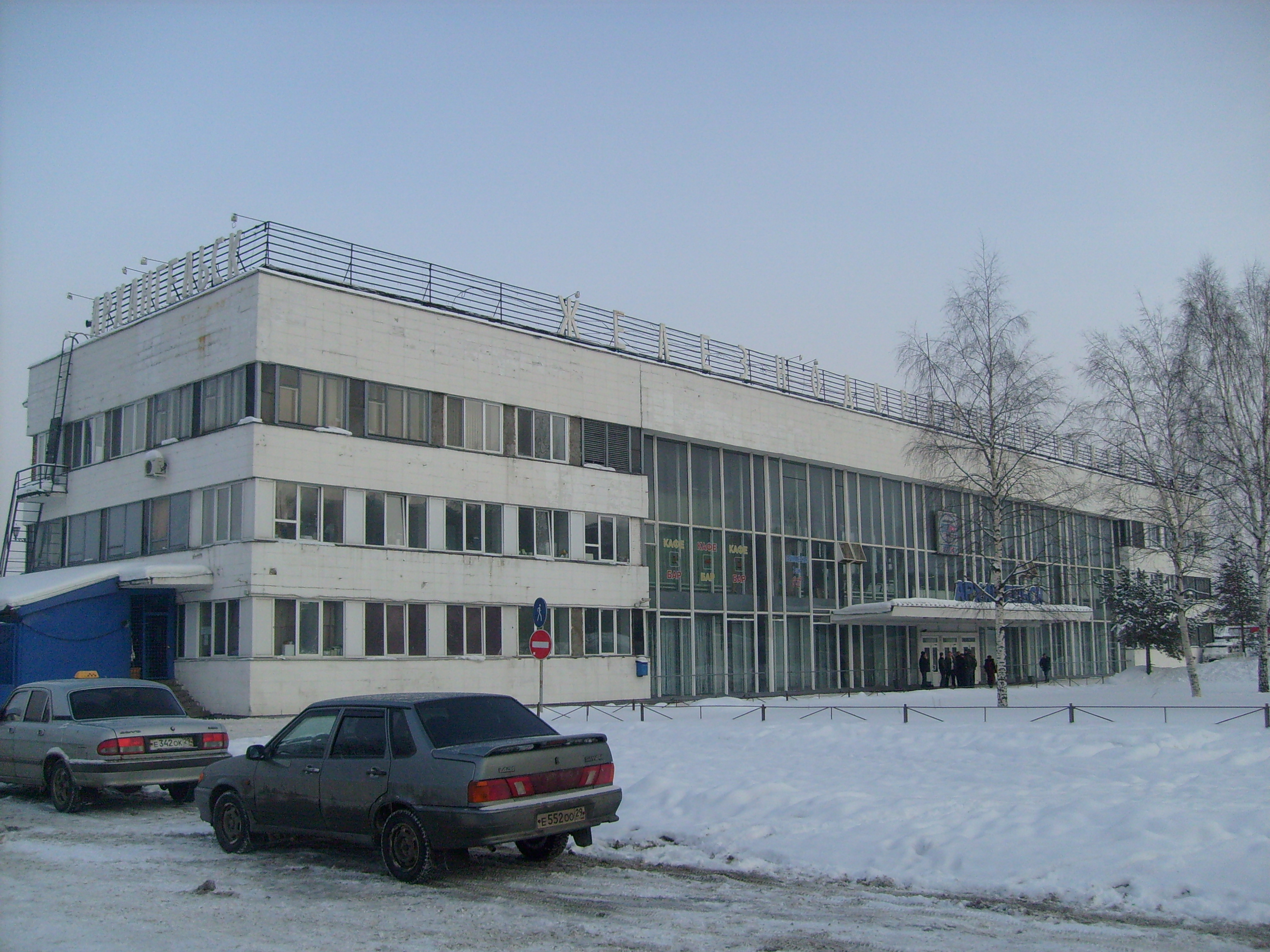
Вокзал со стороны города
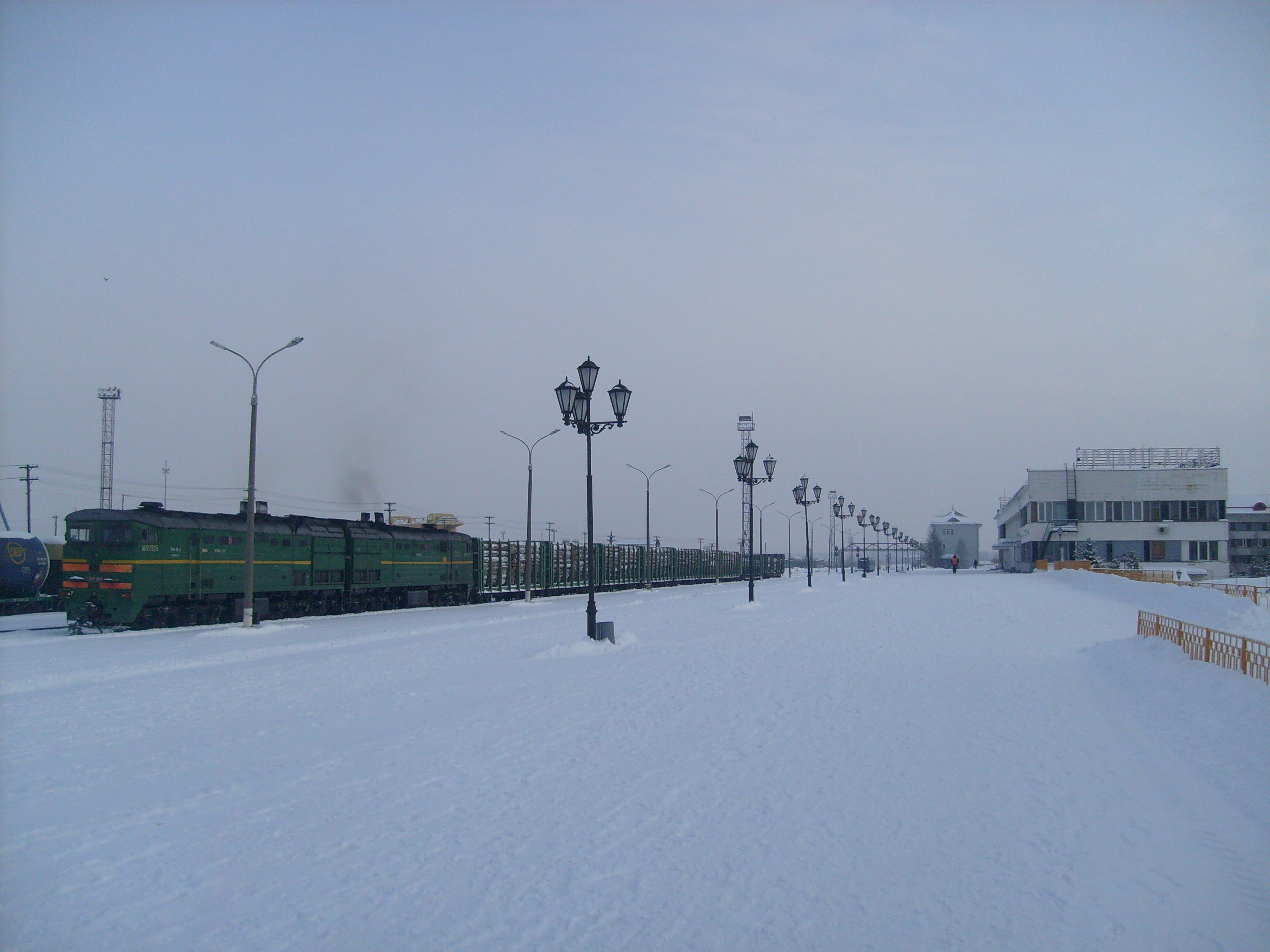
Главная платформа